# 河戶帆待川站
34°31′00.12″N 132°30′18.01″E / 34.5167000°N 132.5050028°E
河戶帆待川站（日语：／ Kōdo-homachigawa eki */?）是位於日本廣島縣廣島市安佐北區，屬於西日本旅客鐵道（JR西日本）可部線的鐵路車站。本站於2017年3月4日開業，正式名稱決定前曾暫名為「新可部站」（しんかべえき）。

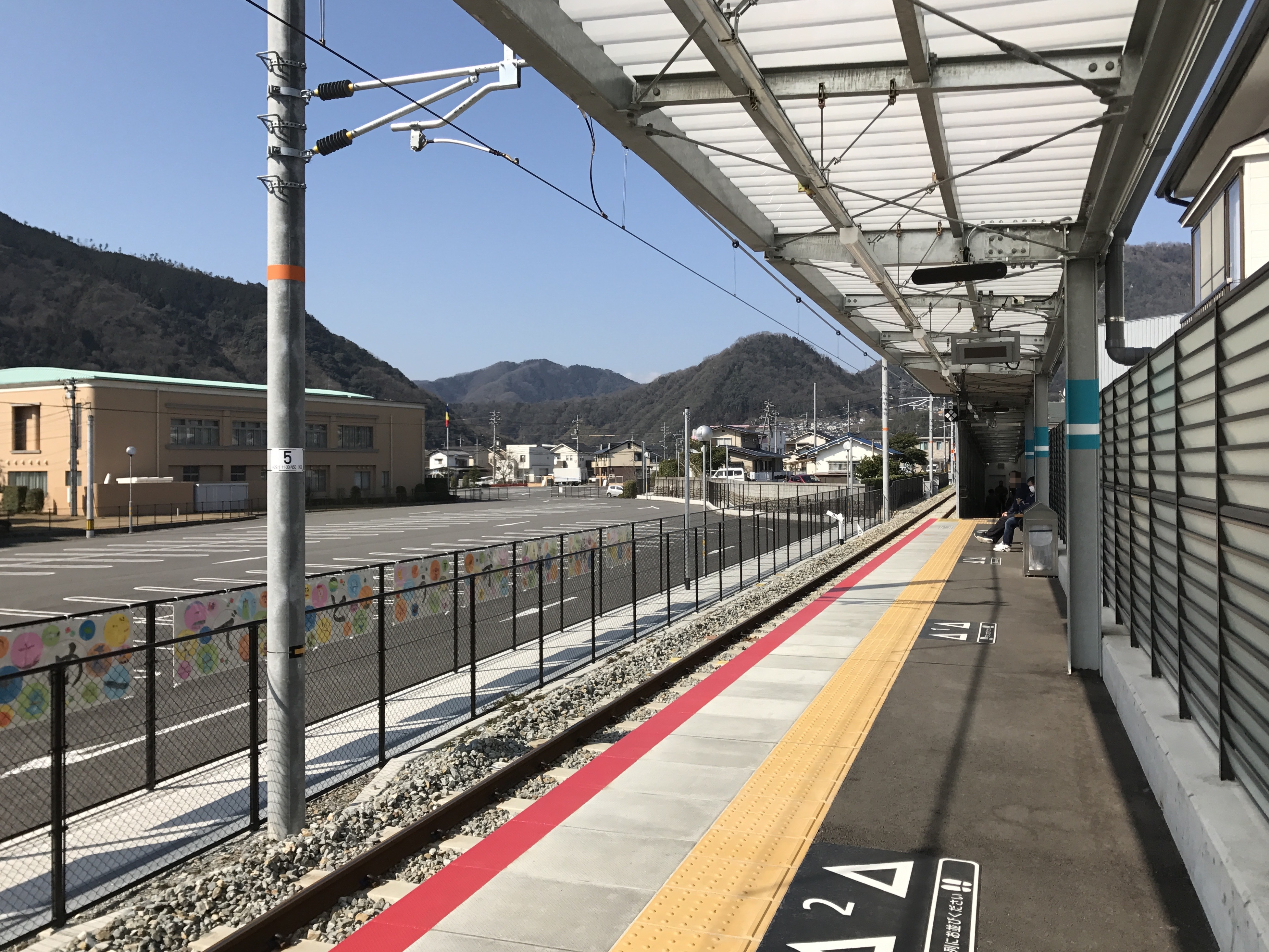
月台（2017年3月）

## 概要
本站為可部線延伸區間唯一的中間站。為了活用舊可部線廢線區間，因此計畫於可部站與安藝龜山站之間新設一座車站。此外，開業後車站將適用JR的特定都區市內制度「廣島市內」站，乘客亦可使用儲值車票ICOCA。
站名中的「帆待川」為車站旁的一條小溪，在車站南方約360公尺處注入太田川，車站廣場設有帆船的塑像。

## 歷史
- 2014年（平成26年）
  - 2月25日 - 包含新可部站的鐵道工程獲得許可[6]。
  - 12月19日 - 由於車站建設用地的手續進行延遲，決定將開業時間延期1年至2017年春天[7]。
- 2015年（平成27年）2月6日 - 車站設計完成[8]。
- 2016年（平成28年）7月8日 - JR西日本將正式站名命名為「河戶帆待川站」[9]。
- 2017年（平成29年）3月4日 - 伴隨可部線的可部站到安藝龜山站開通，車站開業[10]。

## 車站周邊
- 安佐北區役所
- 安佐北警察署
- 廣島北稅務署
- 可部簡易裁判所
- 可部區檢察廳
- 廣島市立可部小學校

## 相鄰車站
西日本旅客鐵道
 可部線
可部－河戶帆待川－安藝龜山

## 外部連結
- （日語）駅情報(河戸帆待川駅) （页面存档备份，存于）